# Anthony Waters
Anthony Waters, né le 10 avril 1928 et mort le 20 novembre 1987 à Perth, est un joueur australien de hockey sur gazon. Il participe aux Jeux olympiques d'été de 1964 et remporte la médaille de bronze de la compétition.